# لانه‌آویز دم‌زرد
لانه‌آویز دم‌زرد (نام علمی: Psarocolius) نام یک سرده از تیره سیاه‌پره‌ایان است.